# Dispersität
Dispersität (lat. dispergere ‚zerstreuen‘, ‚ausbreiten‘) bezeichnet wissenschaftlich die Eigenschaftsverteilung von zwei oder mehreren Phasen oder Partikeln in einer Mischung bzw. eines Gemisches. Umgangssprachlich kann auch allgemein eine Verteilung gemeint sein. Das zugehörige Adjektiv lautet „dispers“. Es besteht eine ausgeprägte inhaltliche Verwandtschaft zum Begriff der Dispersion.

## Monodispersität
Eine Ansammlung von Partikeln oder Einzelteilen mit gleichen Eigenschaften (physikalische, chemische oder organische) wird als monodispers bezeichnet. Nach IUPAC ist jedoch in der Polymerchemie für Polymere, welche keine Molmassenverteilung (zugänglich z. B. durch stufenweise Festphasensynthese nach Robert Bruce Merrifield) aufweisen, der Begriff uniform vorzuziehen. Je nach zulässiger Standardabweichung, Anwendung oder Größenklassen kann auch nur eine Eigenschaft gleich sein (z. B. die innere Oberfläche).

## Polydispersität
Verteilung von Partikeln oder Einzelteilen in einer Mischung mit verschiedenen (meist breit verteilten) Eigenschaften.
Für die Polymerchemie ist die Polydispersität eine Eigenschaft der Molmassenverteilung einer Probe, siehe dort. Die IUPAC empfiehlt neuerdings den Begriff Dispersität mit dem Symbol Đ zu benutzen.

## Anwendungsgebiete

### Polymerchemie
Der Begriff bezeichnet den Grad der Verteilung, die Massenstreuung mehrerer Ketten bei der Polymerherstellung. Hierbei wird die Dispersität mit Hilfe des Verhältnisses vom Gewichtsmittel zum Zahlenmittel berechnet.
Die Verteilung kann mit Hilfe der Poisson-Verteilung gut beschrieben werden. (Siehe Molmassenverteilung)

### Verfahrenstechnik
Der Begriff wird in der Verfahrenstechnik im Zusammenhang mit Zwei-Phasen-Systemen sowie in der Partikelgrößenanalyse verwendet. Er bezeichnet
- das Ausmaß und die Gleichmäßigkeit der Verteilung der einen dispersen Phase innerhalb der anderen, z. B. von Quarzpartikeln in Wasser oder von Staubpartikeln in der Luft, oder
- die Verteilung der Partikel einer Phase auf verschiedene Partikelgrößen klassen. Befinden sich alle Partikel in einer Größenklasse, so spricht man von monodispers, in anderen Fällen von polydispers. Mit der Untersuchung dieser Verteilung befasst sich die Partikelgrößenanalyse.

### Kommunikationswissenschaft
Das Adjektiv „dispers“ wird zur Beschreibung jenes Publikums verwendet, an das sich Massenmedien wenden. Gemeint ist ein Publikum, dessen Teile (Individuen) in Bezug auf Interessen, Weltanschauung, demographischen Merkmalen und anderen Charakteristika unterschiedlich sind. Es ist Teil der oft zitierten Massenkommunikations-Definition von Gerhard Maletzke: Massenkommunikation ist jene Form von Kommunikation, bei der Aussagen öffentlich, durch technische Verbreitungsmittel, indirekt und einseitig an ein disperses Publikum vermittelt werden.
In der aktuellen kommunikationswissenschaftlichen Diskussion wird die Zuschreibung von Dispersität auf das Publikum der Massenmedien in Frage gestellt, da sich dieses im Zuge der Zunahme der medialen Angebote (u. a. durch das Internet, aber auch Ausweitung des TV-Angebotes) zusehends segmentiert.